# Капитан 2-го ранга
Капита́н 2-го ранга, Капитан второго ранга — в Военно-морских флотах Российской империи, СССР, Российской Федерации и некоторых других государств — штаб-офицерский чин, корабельное воинское звание, примерно соответствующее штаб-офицерскому чину, званию подполковника в сухопутных войсках и ВВС.
В соответствии с Табелем о рангах флотский военный чин «Капитан 2-го ранга» относился к VII классу, и ему соответствовали:
- в гвардии — капитан и ротмистр;
- гражданский чин — надворный советник[5].

На Российском императорском флоте для производства в капитаны 2-го ранга необходимо было иметь 98 месяцев плавания в общей сложности, в том числе 58 месяцев (до 1891 года требовалось 48 месяцев) в чине лейтенанта. Возрастной срок, для капитана 2-го ранга в России, по достижении которого нельзя более оставаться на действительной службе, составлял 51 год. Данный чин в России существовал до 12 (25) ноября 1917 года — даты вступления в силу Декрета об уничтожении сословий и гражданских чинов.
В жаргоне звание сокращается как «кавторанг», «кап-два».
Соответствует званию «фрегаттен-капитан» в германоязычных государствах и странах и Скандинавии, «капитан фрегата» во франкоязычных, и званию «коммандер» в англоязычных государствах и странах.

### История знаков различия чина и воинского звания в России
| Младший морской чин Младшее корабельное звание: Капитан 3-го ранга | Капитан 2-го ранга | Старший морской чин Старшее корабельное звание: Капитан 1-го ранга |

Образцы знаков различий чина и звания Капитан 2-го ранга (ОФ-4) в Российском императорском флоте, ВМФ СССР и ВМФ Российской Федерации
| Знаки различия         | Российский императорский флот | Флот Российской Республики | Военно-Морской Флот СССР            | Военно-Морской Флот СССР        | Военно-Морской Флот СССР   | Военно-Морской Флот СССР | Военно-Морской Флот Российской Федерации | Военно-Морской Флот Российской Федерации | Военно-Морской Флот Российской Федерации   | Военно-Морской Флот Российской Федерации |
| нарукавые знаки погоны |                               |                            |                                     |                                 |                            |                          |                                          |                                          |                                            |                                          |
|                        | Погон (до 1917)               | Нарукавный знак (1917)     | Старпом корабля 1 ранга (1918—1935) | Капитана 2-го ранга (1935—1991) | погон к кителю (1943—1955) | … парадный (1955—1991)   | … парадный (1994—2010)                   | … повседневный (1994—2010)               | … повседневный к белой рубашке (1994—2010) | … парадный (c 2010 года)                 |